# Аторвастатин
Аторвастатин — гиполипидемическое лекарственное средство III поколения из группы статинов, синтетический аналог ловастатина.
Регулярный приём аторвастатина может вызвать серьёзные побочные эффекты, его рекомендуется использовать только после того как были использованы другие меры по приведению уровня холестерина к норме (диета, физические упражнения и снижение веса), и они не улучшили уровень холестерина в достаточной степени.

## Фармакологическое действие

### Фармакодинамика
Аторвастатин селективно ингибирует ГМГ-КоА-редуктазу гепатоцитов, что приводит к снижению синтеза холестерина: связывание авторвастатином ГМГ-КоА-редуктазы замедляет процесс превращения 3–гидрокси–3–метилглутарил–кофермента А (ГМГ–КоА) в мевалоновую кислоту, из которой синтезируется холестерин.
В результате снижения скорости образования холестерина в печени, в ней образуется его дефицит. В ответ на это повышается активность ЛПНП–рецепторов гепатоцитов, они захватывают из крови циркулирующие в ней липопротеины низкой плотности (ЛПНП) и, в меньшей степени, липопротеины очень низкой плотности (ЛПОНП) и липопротеины промежуточной плотности. В результате в крови заметно уменьшается концентрация ЛПНП и общего холестерина, а также умеренно снижается содержание ЛПОНП и триглицеридов.
Отличительная особенность фармакодинамики аторвастатина относительно других статинов — он снижает в крови как уровень холестерина, так и уровень триглицеридов. Плюс к тому аторвастатин имеет большую активность в снижении уровня липидов крови в сравнении с большинством статинов. Другой, ещё более сильный липидоснижающий препарат розувастатин значительно чаще остальных статинов вызывает серьёзный нежелательный побочный эффект — поражение поперечно–полосатой мускулатуры.

### Фармакокинетика
Аторвастатин биохимически активен сразу после попадания в печень (этим он отличается от ловастатина и симвастатина, которым нужно пройти преобразование в активную форму). После всасывания в кишечнике он по в воротной вене достигает печени и поглощается гепатоцитами посредством транспортера органических анионов OATP–C.
Аторвастатин преимущественно метаболизируется ферментом CYP3A4 до ортогидрокчилированных и парагидроксилированные производных, которые являются активными метаболитами. Часть аторвастатина и его метаболитов подвергается глюкуронированию двумя изоформами глюкуронилтрансферазы — UGT1A1 и UGT1A2.
Аторвастатин активно секретируется в желчь с помощью транспортера гликопротеин–Р. Период полувыведения аторвастатина состваляет от 15 до 32 часов, что отличает его от других статинов и позволяет назначать его вне зависимости от времени суток.
Фармакокинетика аторвастатина не зависит от этнической принадлежности пациента, что представляет удобство для его применения в полиэтнической популяции.

## Применение
Статины и, в частности, аторвастатин применяются для лечения гиперлипидемии наряду с нелекарственными методами (диета для снижение веса, образ жизни). При этом лекарственную терапию врач назначает при высоком уровне липопротеинов низкой плотности несмотря на изменение диеты и образа жизни, либо очень высокий уровень ЛПНП ещё до начала диеты, когда, предположительно, диетических мер будет недостаточно.
У пациентов с ишемической болезнью сердца дозировка аторвастатина отличается от пациентов без неё.

## Серьёзные отрицательные побочные эффекты
В марте 2012 года FDA обновила своё руководство для статинов, включив в него отчёты о случаях потери памяти, повреждения печени, повышенного сахара в крови, развития сахарного диабета 2 типа и повреждении мышц:
- FDA было установлено, что повреждения печени, связанные с использованием статинов, редко, но могут произойти.
- Отчёты о случаях потери памяти, забывчивости и промежутках путаницы отмечены у всех статинов и во всех возрастных группах. Эти переживания редки, но пострадавшие часто сообщают о «нечёткости» в своём мышлении.
- Небольшое увеличение риска повышенного уровня сахара в крови и развития сахарного диабета 2 типа были зарегистрированы с использованием статинов.
- Некоторые препараты взаимодействуют со статинами таким образом, что увеличивает риск повреждения мышц (миопатии), проявляющееся необъяснимой мышечной слабостью и болью.

## Документы
- Реестровая запись ФС-001940 : Аторвастатин кальция тригидрат // Государственный реестр лекарственных средств. — Минздрав РФ, 2019. — 29 августа.
- Регистрационное удостоверение ЛП-004789 : Аторвастатин // Государственный реестр лекарственных средств. — Минздрав РФ, 2018. — 11 апреля.
- Мишина, Е. А. Инструкция по медицинскому применению лекарственного препарата Аторвастатин : ЛП-004789-110418 / ООО «Пранафарм». — Министерство здравоохранения Российской Федерации, 2018. — 11 апреля. — 32 с.